# Ivan Bohuš
Ivan Bohuš (27. listopadu 1924, Dechtáre – 11. července 2018, Tatranská Lomnica) byl slovenský historik, vědec, muzeolog, publicista, pracovník Muzea TANAPu v Tatranské Lomnici specializující se na historii Vysokých Tater a podtatranského kraje.
V letech 1949–1957 byl ředitelem Tatranského muzea v Popradu. V roce 1957 zakládal Muzeum TANAPu v Tatranské Lomnici, jehož byl až do roku 1967 ředitelem. V roce 1950 byl jedním ze zakladatelů Tatranské horské služby.
Zabýval se historií horolezectví, tatranské turistiky, horského vůdcovství. Je autorem desítek publikaci, zabývajících se historií Vysokých Tater. Ve slovenských, českých i polských periodikách a vědeckých, populárně-naučných časopisech publikoval přes 2 300 článků a historických studií. Je spoluautorem řady textů v turistických průvodcích a publikacích o Vysokých Tatrách.

## Ocenění
Za muzeologickou činnost byl oceněn mnoha vyznamenáními. Za výzkum a publikování prací o protifašistickém odboji ve Vysokých Tatrách byl oceněn dvěma Pamětními medailemi SNP. Matica slovenská mu udělila Medaili Ľudovíta V. Riznera. Je první čestným členem Spišského dejepisného spolku, v roce 2000 se stal prvním laureátem Ceny města Vysoké Tatry za celoživotní dílo a v roce 2005 prvním laureátem Ceny MUDr. Mikuláše Szontágha za celoživotní zásluhy o Vysoké Tatry. V roce 2007 získal jako první zahraniční autor polskou literární cenu Nagroda Literacka im. Waldislawa Krygowsiego za rok 2005. V roce 2011 byl oceněn za celoživotní dílo Cenou předsedy Prešovského samosprávného kraje. Ivan Bohuš je nositelem Zlatého a Čestného odznaku Horské služby a laureátem vyznamenání Za zásluhy Horské služby.

## Dílo
- Ivan Bohuš: Tatranský národný park – Bratislava: Diafilm, 1958. – 17 s.
- Ivan Bohuš, Ivan Bohuš ml.: J. G. Rainer a Vysoké Tatry – Tatranská Lomnica: I&B, 2012, 69 s., ISBN 978-80-89575-01-5
- Ivan Bohuš: Kriváň – Poprad: ONV, 1968, 110 s.
- Ivan Bohuš: Vysoké Tatry 1919-1944 – Košice: Štátna vedecká knižnica, 1972, 283 s.
- Ivan Bohuš: Na každom kroku kameň – Košice: Východoslovenské vydavateľstvo, 1966, 149 s.
- Ivan Bohuš: Tatranské dreviny okom historika – Poprad: Okresná knižnica, 1995 7 s.
- Ivan Bohuš: Rozprávanie o tatranských štítoch – Poprad: Okresná knižnica, 1995, 8 s.
- Ivan Bohuš: Kto bol kto vo Vysokých Tatrách – Poprad: Okresná knižnica, 1995, 21 s.
- Ivan Bohuš: Rozprávanie o objavovateľoch a obdivovateľoch Vysokých Tatier – Poprad: Okresná knižnica, 1996, 16 s.
- Ivan Bohuš: Osudy Štrbského Plesa v zrkadle dejín 1872 - 2002 – Štrbské Pleso: Perexis, 2002, 92 s., ISBN 80-967853-1-1
- Ivan Bohuš: Rozprávanie o tatranských horských vodcoch – Poprad: Okresná knižnica, 1996
- Ivan Bohuš: Od ohnísk a kolíb po tatranské osady – Tatranská Lomnica: I&B, 2004, 136 s., ISBN 80-969017-1-0
- Ivan Bohuš: Na každom kroku kameň horskí vodcovia: legendy klasickej epochy – Tatranská Lomnica: I&B, 2006, 126 s., ISBN 80-969017-3-7
- Ivan Bohuš: Od A po Z o názvoch Vysokých Tatier – Tatranská Lomnica: Štátne lesy TANAP-u, 1996, 457 s., ISBN 80-967522-7-8
- Ivan Bohuš: Vysoké Tatry rozprávanie o názvoch a o prvých výstupoch na tatranské vrcholy – Tatranská Lomnica: I&B, 2003, 113 s., ISBN 80-969017-0-2
- Ivan Bohuš, Ivan Bohuš ml: Tatranské štíty a ľudia – Tatranská Lomnica: I&B, 2010, 159 s., ISBN 978-80-969017-9-1
- Ivan Bohuš, Ivan Bohuš ml.: Dr. Téry a Vysoké Tatry – Tatranská Lomnica: I&B, 2013, 78 s., ISBN 978-80-89575-03-9
- Ivan Bohuš: Tatranské doliny v zrkadlení času – Tatranská Lomnica: I&B, 2005, 143 s. ISBN 80-969017-2-9
- Ivan Bohuš: Vysoké Tatry 1945-1961 – Košice: Štátna vedecká knižnica, 1964, 414.
- Ivan Bohuš, Branimír Kraker, Božena Mrhová: Tatranský kaleidoskop – Martin: Osveta, 1977, 208 s.
- Ivan Bohuš, Ivan Bohuš ml., Milan Štefánik: Tatranské chaty majáky v mori skál a snehu – Tatranská Lomnica: I&B, 2007, 139 s., ISBN 978-80-969017-4-6
- Ivan Bohuš, Ivan Bohuš ml.: Premeny tatranských osád – Tatranská Lomnica: I&B, 2008, 139 s., ISBN 978-80-969017-6-0
- Ivan Bohuš, Ivan Bohuš ml.: Štefan Zamkovský a Vysoké Tatry – Tatranská Lomnica: I&B, 2011, 77 s., ISBN 978-80-89575-00-8
- Ivan Bohuš, Pavel Kušnír, Jozef Vilim: Szontaghovci a Vysoké Tatry – Tatranská Lomnica: I&B, 2014, 92 s., ISBN 978-80-971593-7-5
- Ivan Bohuš, Peter Durík, Ivan ml., Ivan Chalupecký, Veronika Lachová, Štefan Péchy: Tatry očami Buchholtzovcov – Martin: Osveta, 1988, 64.
- Ivan Bohuš, Igor Fábry, Ivan Kluvánek, Jozef Michalov, Jozef Šimko, Tibor Šurka, Bronislav Ulenfeld, Hana Somorová: IAMES 60 Pamätnica šesťdesiateho výročia organizovaného horolezectva v Československu – Bratislava: SÚV ČSZTV, 1982, 188 s.
- Ivan Bohuš, Jacek Kolbuszewski, Maryla Janudi, Milan Legutky, Milan Legutky, Tadeáš Rzyman, Milan Fabian, Milan Legutky, Ryszard Ziemak: Tatry bez hraníc – Martin: Osveta, 1992, 188 s., ISBN 80-217-0321-0
- Jaroslav Procházka, Ivan Bohuš, Robert Brož: Tatranské štíty – Martin: Osveta, 1990, 176 s., ISBN 80-217-0156-0
- Ivan Bohuš, Božena Mrhová, Vladimír Vydra, Jozef Thurzo, Arno Puškáš: Osudy tatranských osád – Martin: Osveta, 1982, 271 s.
- Ivor Mihál, Ivan Bohuš, Teresa Wlodarczyk, Ewa Zarebská, Lorenzo Michaelli, Ivan Bohuš: Mieszkancy tatrzanskich stoków – Martin: Osveta, 1989, 160 s.
- Ivor Mihál, Ivan Bohuš: Otužilci Tatier – Martin: Osveta, 1989, 160 s.
- Ivor Mihál, Marián Šturcel, Lorenzo Michaelli, Ivor Mihál, Ivan Bohuš: Tatranskou prírodou – Bratislava: Príroda, 1985, 223 s.
- Ivan Houdek, Ivan Bohuš: Osudy Tatier – Bratislava: Šport, 1976, 241 s.[3]
- Ivan Bohuš: Na štíty a sedlá (Exploring peaks and seddles) – Tatranská Lomnica: I&B, 2015
- Ivan Bohuš: Tatranské doliny (Tatra valleys) – Tatranská Lomnica: I&B, 2015